# Анадан
Анадан (араб. عندان‎) — город на северо-западе Сирии, расположенный на территории мухафазы Халеб. Входит в состав района Джебель-Семъан.

## Географическое положение
Город находится в западной части мухафазы, к востоку от горного хребта Семъан, на высоте 377 метров над уровнем моря.

Анадан расположен на расстоянии приблизительно 7 километров к северо-западу от Халеба, административного центра провинции и на расстоянии 310 километров к северо-северо-востоку (NNE) от Дамаска, столицы страны.

## Население
По данным официальной переписи 2004 года численность населения города составляла 11 918 человек.

## Транспорт
Ближайший гражданский аэропорт расположен в городе Халеб.